# Ketschawa-Moschee

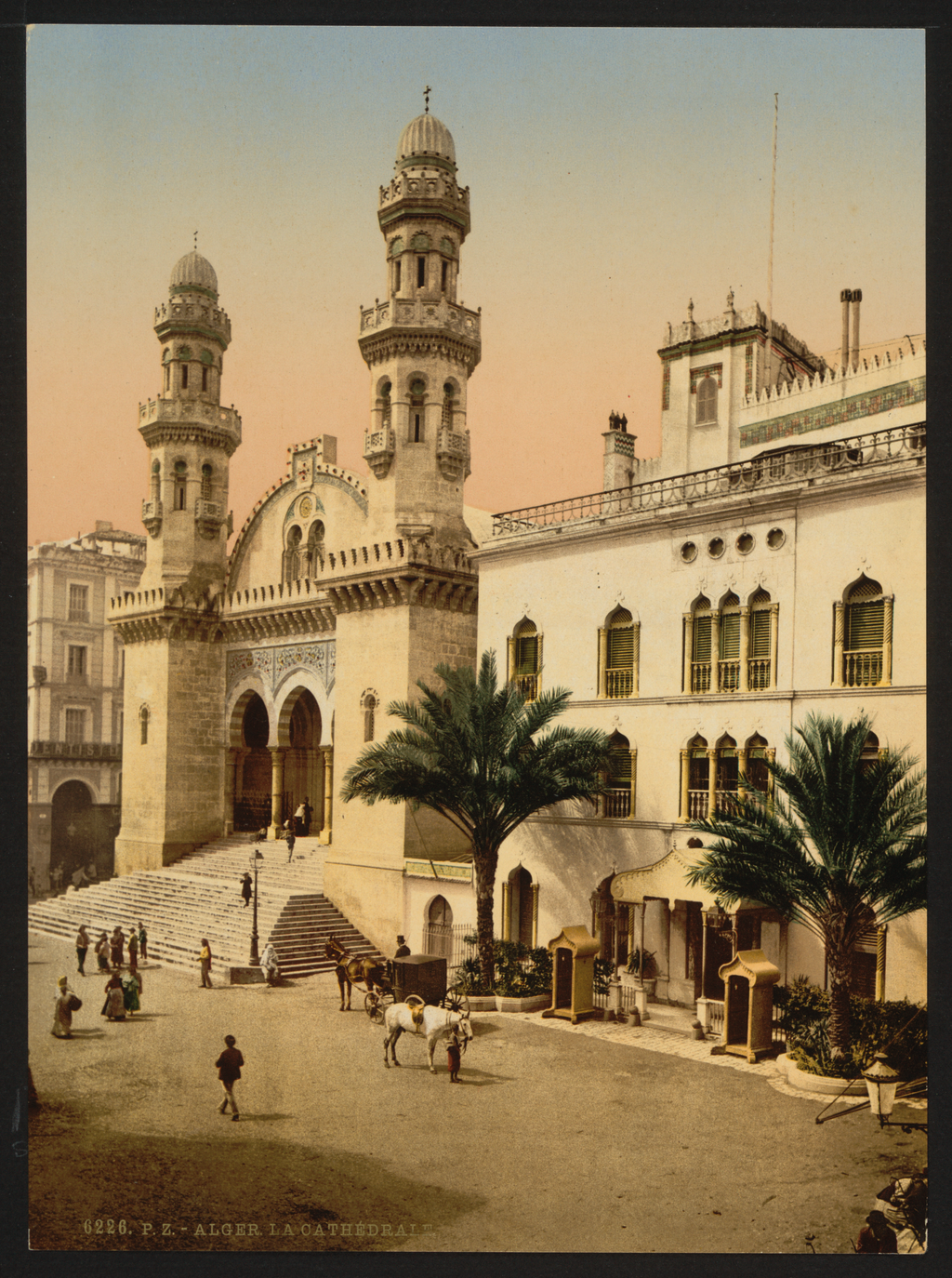
Die Philipps-Kathedrale

Die Ketschawa-Moschee (arabisch جامع كتشاوة Dschami' Kitschawa, auf algerisch-Arabisch und berberisch Djamaa Ketchaoua) ist die ehemalige katholische St.-Philipps-Kathedrale (französisch cathédrale Saint-Philippe) im Kasbah-Viertel der algerischen Hauptstadt Algier; sie befindet sich nahe der Nationalbibliothek und der Großen Moschee. Sie gilt als eine einzigartige Verbindung maurischer und byzantinischer Architekturelemente und als Symbol für die Geschichte der Stadt Algier sowie ganz Algeriens. Die heutige Fassade wurde bis 1890 vom französischen Architekten Albert Ballu gestaltet.
Die Fundamente des Bauwerks reichen bis in das Jahr 1436 zurück. Laut einer Inschrift aus dem Jahr 1794 wurde das Gebäude im 16. Jahrhundert unter Dey Hassan, dem Sohn des Cheireddin Barbarossa, in eine typisch osmanische Moschee umgestaltet. Gegen den Widerstand der französischen Zivilintendantur unter Louis-André Pichon und der städtischen Notabeln ließ Anne-Jean-Marie-René Savary, duc de Rovigo die Moschee im Dezember 1832 militärisch besetzen. Ab 1832 diente das Gebäude als Kathedrale des St. Philipp. Nach der Eroberung von Constantine durch die Franzosen unter Sylvain-Charles Valée 1837 erhielt die Philipps-Kathedrale ein Kreuz auf die Spitze. Mit dem Sieg der Nationalen Befreiungsfront (FLN) im Algerienkrieg und der Vertreibung der Franzosen und Juden aus Algerien wurde die Kathedrale 1962 in eine Moschee umgewandelt. Die 1929 eingebaute Orgel wurde zum Teil zerstört.
Eine 23-stufige Treppe führt zum Portikus der Ketschawa-Moschee, welcher von vier dunkel gefärbten Marmorsäulen gestützt wird. Die Arkaden im Inneren der Moschee sind aus weißem Marmor. Die zwei Minarette sind achteckig und haben jeweils zwei Balkone (Scherefs).
Von September 2008 bis 2017 wurde die Moschee mithilfe des Türkischen Präsidiums für Internationale Kooperation und Koordination (TIKA) für 300 Millionen algerischer Dinar restauriert und wiedereröffnet.